# كولتون جاكوبسون
كولتون جاكوبسون (بالإنجليزية: Colton Jacobson)‏ هو مغني أمريكي، ولد في 17 ديسمبر 1997 في دالاس في الولايات المتحدة.

## وصلات خارجية
- الموقع الرسمي